# Salutace

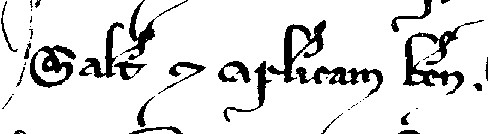
Salutace sal[u]t[em] et ap[osto]licam ben[edictionem] papeže Alexandra IV. (1256)

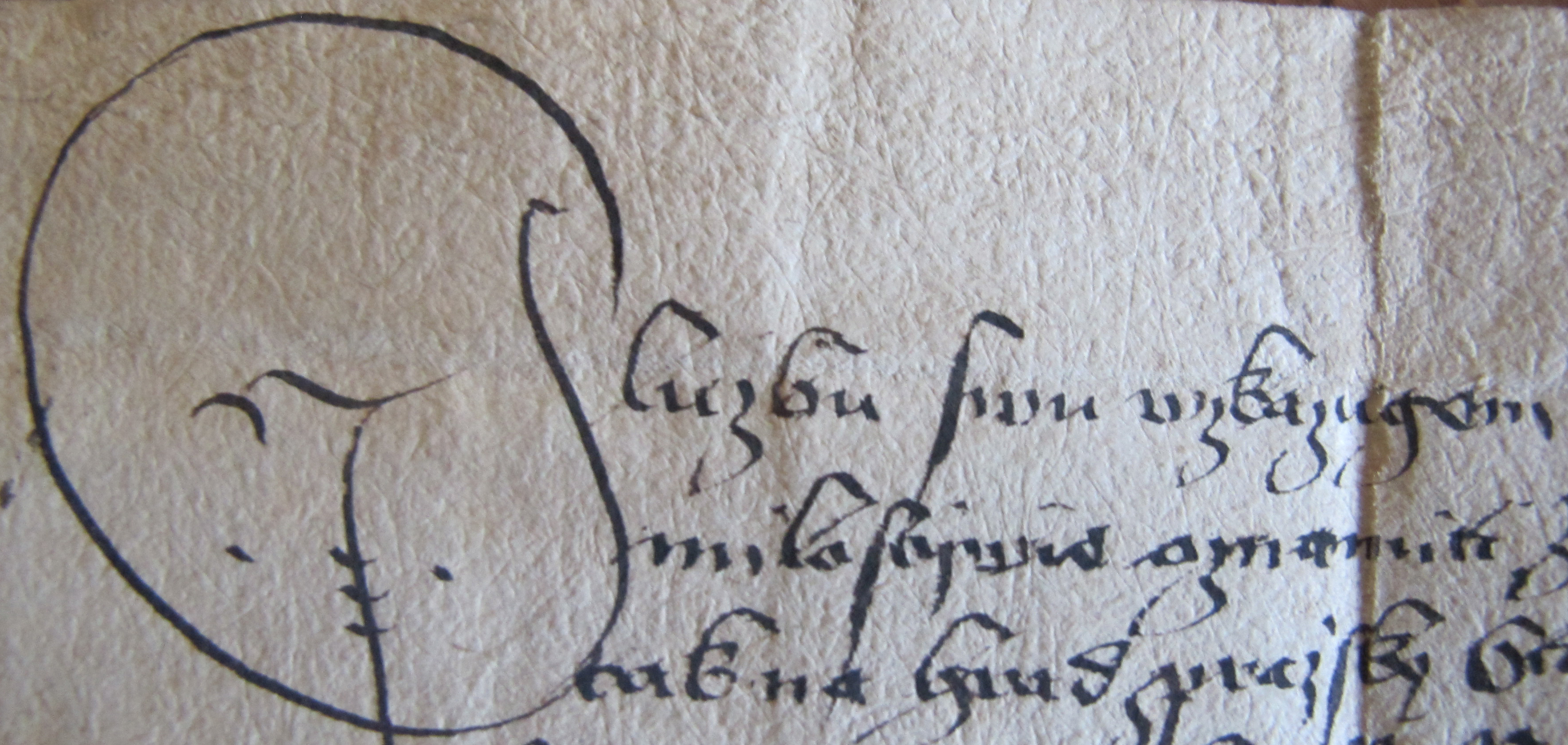
Salutace Službu svu vzkazujem v missivu Starého Města Pražského (1558)

Salutace (z lat. salutatio, tj. pozdrav) je v diplomatice označení pro pozdravnou formuli v listině.

## Používání
Salutace se nachází pouze ve spojení s inskripcí a je tradiční rétorickou formulí. Pokud je příjemce z protokolárních důvodů jmenován na prvním místě, stojí intitulace mezi inskripcí a salutací. Salutace zpravidla neobsahuje sloveso. Ve středověkých privilegiích panovníků salutace chybí, zde se namísto ní prosadila promulgace, zatímco v ostatních typech listin, např. v mandátech nebo v missivech, se pravidelně objevuje. Zde se objevuje gratiam (milost) ve spojení s dalšími výrazy vládcovy blahovůle, např. gratiam suam et omne bonum (milost svou a vše dobré). Salutace se vyskytují i v listinách měst nebo jiných korporací: služby naše vzkazujem apod.
V papežských brevech se vyskytuje salutem et apostolicam benedictionem (pozdrav a apoštolské požehnání). Ve slavnostnějších privilegiích se nachází formule in perpetuum (na věčnost), v bulách ve vlastním smyslu ad perpetuam rei memoriam (na věčnou paměť) v připojení na všeobecně formulovanou adresu. V brevech u „ad perpetuam rei memoriam“ chybí inskripce. Salutační formule užívané v papežské kanceláři obsahují také odkazy na protokol. Odlišné znění salutace je proto v textech zaslaných exkomunikovaným (spiritum consilii sanioris „ducha rozumného uvažování“) nebo židům, saracénům či heretikům (viam veritatis agnoscere et timere, tj. „poznat a zachovat cestu pravdy“).